# Renato Piovezan
Renato Moulin Piovezan (né le 24 avril 1986 à Rio de Janeiro au Brésil) est un joueur de football brésilien. 
Il évolue comme gardien de but.

## Carrière
Formé au Chievo Vérone, Renato Piovezan joue successivement dans les équipes suivantes : AC Chievo Vérone, AC Castellana Calcio (en), Associazione Calcio Prato, Associazione Calcio Mezzocorona et Aris Salonique FC. Son contrat n'est pas renouvelé en 2010.